# Pérozès
Pérozès (grec moderne : Περόζης, en pehlevi Pērōz) était un général perse sassanide s'étant distingué lors de la guerre d'Ibérie contre l'Empire byzantin. Il s'illustre notamment en affrontant Bélisaire à la bataille de Dara (530).

## Biographie
D'après les écrits de l'historien byzantin Procope de Césarée, Pérozès était "un perse qui avait le titre de "mirranes" (en référence au poste qu'il occupait) , et qui était appelé Pérozès". Néanmoins, il est probable que le titre de Mirranes (Μιρράνης) ne faisait pas référence à une fonction mais à la Maison de Mihran, l'une des sept grandes familles nobles de l'Empire Sassanide. Après sa défaite contre le général byzantin Bélisaire à la bataille de Dara, il tombe en disgrâce et est relevé de ses fonctions par le Chah de perse Kavadh Ier. On ne connaît rien d'autre de notable sur sa vie. Il est possible néanmoins qu'il s'agisse également du mirranes qui, selon Procope, a tenté de mettre le siège devant la forteresse de Dara au cours de la guerre d'Anastase.

## Sources
- (en) Cet article est partiellement ou en totalité issu de l’article de Wikipédia en anglais intitulé « Perozes » (voir la liste des auteurs).
- Martindale, John Robert; Jones, Arnold Hugh Martin; Morris, J., eds. (1992). The Prosopography of the Later Roman Empire, Volume III: A.D. 527–641. Cambridge, United Kingdom: Cambridge University Press.  (ISBN 978-0-521-20160-5).